# Resolució 1328 del Consell de Seguretat de les Nacions Unides
La Resolució 1328 del Consell de Seguretat de les Nacions Unides fou adoptada per unanimitat el 27 de novembre de 2000. Després de considerar un informe del Secretari General Kofi Annan sobre la Força de les Nacions Unides d'Observació de la Separació (UNDOF) i reafirmant la resolució 1308 (2000), el Consell va prorrogar el seu mandat durant sis mesos més fins al 31 de maig de 2001.

La resolució va demanar a les parts implicades que implementessin immediatament la Resolució 338 (1973) i demanava que el Secretari General presentés un informe sobre la situació al final d'aquest període.
L'informe del Secretari General, de conformitat amb la resolució anterior sobre la UNDOF, va dir que la situació entre Israel i Síria havia romàs tranquil·la i sense incidents greus, tot i que la situació a l'Orient Mitjà es va mantenir com a perillosa fins que no s'assolís un acord. Les restriccions a la llibertat de circulació de la UNDOF es van mantenir i els dos països van negar l'accés de la Força a algunes de les seves posicions.